# Bettina Billerbeck
Bettina Billerbeck (* 28. April 1972 in Wuppertal) ist eine deutsche Chefredakteurin bei Gruner & Jahr.

## Leben
Im Sommer 1991 absolvierte Billerbeck, nach dem Abitur auf dem Wilhelm-Dörpfeld-Gymnasium, ein Praktikum bei der Westdeutschen Zeitung in Wuppertal. Von 1991 bis 1996 studierte sie an der Universität zu Köln Mittlere und Neuere Geschichte, Anglo-Amerikanische Geschichte und Wirtschaftslehre.
Von Januar 1997 bis Dezember 1998 hatte sie ein Volontariat beim Jahreszeiten Verlag. Ab Januar 1999 war sie dort als Redakteurin und Ressortleiterin angestellt; dort war sie verantwortlich für die monatliche Gourmetzeitschrift Der Feinschmecker. Von September 2005 bis April 2009 war sie Textchefin und stellvertretende Chefredakteurin der monatlichen Frauenzeitschrift Myself beim Condé Nast Verlag. Ab Mai 2009 war sie Chefredakteurin der monatlichen Frauenzeitschrift Maxi bei Bauer Media und wechselte dann zum Januar 2011 zu Gruner & Jahr. Dort ist sie als Editorial Director Living & Chefredakteurin beschäftigt. Sie war zunächst für die monatliche Zeitschrift Living at Home verantwortlich und wechselte dann im Juli 2013 als Chefredakteurin zur monatlich erscheinenden Wohnzeitschrift Schöner Wohnen.